# Hodophylax halli
Hodophylax halli är en tvåvingeart som beskrevs av Wilcox 1961. Hodophylax halli ingår i släktet Hodophylax och familjen rovflugor.
Artens utbredningsområde är Kalifornien. Inga underarter finns listade i Catalogue of Life.